# Mozaikszók listája: F
Ezen a lapon az F betűvel kezdődő mozaikszók ábécé rend szerinti listája található. A kis- és nagybetűk nem különböznek a besorolás szempontjából.

## Lista: F
- FADEC – Full Authority Digital Engine Control (repüléstechnikai szakkifejezés)
- FAR – Fogvatartotti Al Rendszer (büntetés-végrehajtási nyilvántartó program)
- FAT – File Allocation Table (fájlallokációs tábla)
- FÁK – Független Államok Közössége
- FBI – Federal Bureau of Investigation (az amerikai Szövetségi Nyomozóiroda)
- FDA – Food and Drug Administration (amerikai gyógyszer-és élelmiszerügyi hatóság)
- FDSZ – Független Demokratikus Szakszervezet
- FEI – Fédération Equestre Internationale (Nemzetközi Lovas Szövetség)
- FIA – Fédération Internationale de l'Automobile (Nemzetközi Automobil Szövetség)
- Fiat – Fabbrica Italiana Automobili Torino (népszerű olasz autómárka)
- FIDE – Fédération Internationale des Échecs (Nemzetközi Sakkszövetség)
- Fidesz – Fiatal Demokraták Szövetsége, Fidesz – Magyar Polgári Szövetség
- FIFA – Fédération Internationale de Football Association (Nemzetközi Labdarúgó-szövetség)
- FIFO – first in, first out (sorállási modell, ahol a következő elem a legrégebben bent lévő)
- FLAC – Free Lossless Audio Codec
- FOKA – Folyamszabályozó és Kavicskotró Vállalat
- FPU – Floating Point Unit (lebegőpontosan számító processzor)
- FSB – front-side bus
- FSO – Fabryka Samochodów Osobowych
- FTC – Ferencvárosi Torna Club
- FTP – File Transfer Protocol (fájlátviteli protokoll)
- FPS
  - first person shooter (első személyű lövöldözős játék)
  - frames per second (képkockák másodpercenként)